# Oaxaquillas
Oaxaquillas är en ort i Mexiko.   Den ligger i kommunen Acapulco de Juárez och delstaten Guerrero, i den södra delen av landet, 290 km söder om huvudstaden Mexico City. Oaxaquillas ligger 43 meter över havet och antalet invånare är 960.
Terrängen runt Oaxaquillas är platt söderut, men norrut är den kuperad. Runt Oaxaquillas är det tätbefolkat, med 397 invånare per kvadratkilometer. Närmaste större samhälle är Amatillo, 1,0 km väster om Oaxaquillas. Omgivningarna runt Oaxaquillas är en mosaik av jordbruksmark och naturlig växtlighet.